# River Volley 2010-2011
Questa voce raccoglie le informazioni riguardanti il River Volley nelle competizioni ufficiali della stagione 2010-2011.

## Organigramma societario
Area direttiva
- Presidente: Vincenzo Cerciello

Area tecnica
- Allenatore: Mauro Chiappafreddo
- Allenatore in seconda: Guido Marangi
- Assistente allenatore: Giuseppe Cremonesi
- Addetto statistiche: Gianpiero Degavi

Area sanitaria
- Medico: Pietro Zacconi
- Fisioterapista: Gianluca Grilli
- Preparatore atletico: Mauro Chiappafreddo

## Rosa
| N° | Nome               | Ruolo | Data di nascita   | Nazionalità sportiva |
| -- | ------------------ | ----- | ----------------- | -------------------- |
| 1  | Giorgia Tanturli   | P     | 1º settembre 1981 | Italia               |
| 2  | Eva Mazzocchi      | L     | 7 agosto 1992     | Italia               |
| 5  | Chiara Dall'Ora    | C     | 11 gennaio 1983   | Italia               |
| 6  | Silvia Segalina    | C     | 14 gennaio 1990   | Italia               |
| 7  | Stefania Dall'Igna | P     | 22 novembre 1984  | Italia               |
| 8  | Valentina Borrelli | S     | 30 ottobre 1978   | Italia               |
| 9  | Laura Nicolini     | C     | 23 marzo 1979     | Italia               |
| 10 | Debora Carini      | S     | 1º marzo 1995     | Italia               |
| 12 | Michela Catena     | S     | 11 settembre 1991 | Italia               |
| 13 | Chiara Scarabelli  | S     | 8 settembre 1993  | Italia               |
| 14 | Heike Beier        | S     | 9 dicembre 1983   | Germania             |
| 15 | Anna Kajalina      | O     | 8 marzo 1991      | Estonia              |
| 16 | Valentina Tirozzi  | S     | 26 marzo 1986     | Italia               |
| 18 | Natalia Brussa     | O     | 13 febbraio 1985  | Italia               |